# Pseudonicsara excisa
Pseudonicsara excisa är en insektsart som beskrevs av Sigfrid Ingrisch 2009. Pseudonicsara excisa ingår i släktet Pseudonicsara och familjen vårtbitare. Inga underarter finns listade i Catalogue of Life.